# Notidobia melanoptera
Notidobia melanoptera is een schietmot uit de familie Sericostomatidae. De soort komt voor in het Palearctisch gebied.